# 42747 Fuser
42747 Fuser este un asteroid din centura principală de asteroizi.

## Descriere
42747 Fuser este un asteroid din centura principală de asteroizi. A fost descoperit pe 21 septembrie 1998 la Pianoro de Vittorio Goretti. El prezintă o orbită caracterizată de o semiaxă mare de 3,15 ua, o excentricitate de 0,14 și o înclinație de 0,6° în raport cu ecliptica.